# Stranje, Krško
Stranje so naselje v Občini Krško.